# Plogastel-Saint-Germain

Plogastel-Saint-Germain este o comună în departamentul Finistère, Franța. În 1 ianuarie 2022 avea o populație de 2.016 de locuitori.